# One Piece (temporada 9)
La novena temporada de One Piece va ser produïda per Toei Animation i dirigida per Kōnosuke Uda. La temporada és una adaptació dels volums del 39 al 45 del manga del mateix nom d'Eiichiro Oda.
La temporada va ser emesa al Japó entre el 21 de maig de 2006 i el 23 de desembre de 2007 per la cadena de televisió Fuji Television.

## Episodis
| # | Nº en temporada | Títol en català | Data d'estrena al Japó | Data d'estrena a Catalunya |
| --- | --------------- | --- | ---------------------- | -------------------------- |
| 264 | 1               | Operació defensiva de desembarcament! La irrupció de la tripulació del barret de palla Jōriku Sakusen Shidō! Mugiwara Ichimi Totsunyū seyo! (上陸作戦始動! 麦わら一味突入せよ!)           | 21 de maig de 2006     | 2 de gener de 2008         |
| En Sanji i en Sogeking pugen a bord del Rocketman, on els esperen tots els altres. Quan s'acosten a l'illa judicial, la Kokoro els explica que darrere de la porta de la justícia hi ha el quarter general de l'armada, i una presó subaquàtica enorme. Amb l'objectiu de salvar la Robin i en Franky abans no arribin a la porta, han de pensar un pla. La família Franky i els homes de Galley La Company entraran primer per la porta per obrir pas als pirates del barret de palla, que s'ocuparan de lluitar amb els membres del CP9. Però resulta que en Ruffy no segueix el pla, i s'infiltra tot sol a l'illa... |                 | |                        |                            |
| 265 | 2               | En Ruffy irromp a l'illa! Gran batalla a l'illa judicial! Rufi Kai Shingeki! Shihō no Shima de Dai Kessen! (ルフィ快進撃! 司法の島で大決戦!)                                              | 4 de juny de 2006      | 3 de gener de 2008         |
| En Ruffy entra sense problemes per la porta principal d'Enies Lobby, i s'ho manega per arribar fins a l'entrada de l'illa judicial. Allà, uns guàrdies intenten detenir-lo, però en Ruffy supera la seva oposició i aconsegueix fer cap a l'illa principal. Mentrestant, la família Franly i els homes de Galley La Company també arriben a la porta principal, i aconsegueixen obrir-la sense gaires problemes. Però ara han de superar un obstacle considerable: la presència dels dos gegants Kaashii i Oimo. |                 | |                        |                            |
| 266 | 3               | La lluita amb els gegants! S'obre la segona porta! Kyojinzoku to no Kōbō! Dai Ni no Mon o Akero! (巨人族との攻防! 第2の門を開けろ!)                                                       | 11 de juny de 2006     | 4 de gener de 2008         |
| Els membres del CP9 que tenen en Franky i la Robin, arriben a la torre judicial, on els espera l'Spandam. L'Spandam està encantat que finalment hagin pogut enxampar en Franky i la Nico Robin i promet que sabrà recompensar els agents del CP9. Mentrestant, en Zolo i la resta dels pirates del barret de palla es preparen per infiltrar-se a Enies Lobby a bord del Rocketman. |                 | |                        |                            |
| 267 | 4               | Obriu pas! El Rocketman passa volant Katsuro o Hirake! Sora o Tobu Rokettoman! (活路を開け! 空を飛ぶロケットマン!)                                                                        | 18 de juny de 2006     | 7 de gener de 2008         |
| Els membres de la família Franky i els de Galley La Company comencen a guanyar la batalla contra l'Oimo, el guàrdia gegant. Un grup de soldats que no aconsegueix posar-se en contacte amb l'Spandam va a veure el cap suprem del tribunal, en Baskerville, que té tres caps. En Baskerville envia un destacament de cent gossos guardians per lluitar contra els invasors. Però en Zoro i la resta dels pirates del barret de palla que passen per damunt de la tanca amb el Rocketman, arriben just a temps per ajudar els seus amics. Mentrestant, en Ruffy, després de lluitar amb un autèntic eixam de soldats, es troba de sobte just a la vora d'un immens penya-segat. |                 | |                        |                            |
| 268 | 5               | Retrobament amb en Ruffy! La lluita de tots els pirates del barret de palla junts Rufi ni Oitsuke! Mugiwara Ichimi Sōryokusen (ルフィに追いつけ! 麦わら一味総力戦)                        | 25 de juny de 2006     | 8 de gener de 2008         |
| En Ruffy aconsegueix escapar-se del perill del penya-segat i es dirigeix cap al tribunal. En Zoro i els altres, amb l'ajuda dels membres de la família Franky i dels homes de Galley La Company, lluiten contra els soldats que defensen l'illa, amb l'objectiu d'intentar reunir-se amb en Ruffy. A la torre judicial, l'Spandam s'ho passa d'allò més bé pensant que té captius en Franky i la Robin, les dues persones que poden tornar a l'activitat l'arma antiga que tant busca, i que li donaria un poder absolut. |                 | |                        |                            |
| 269 | 6               | La Nico Robin traïda! L'estratagema del govern mundial Uragira re ta Robin! Sekai Seifu no Omowaku! (裏切られたロビン! 世界政府の思惑!)                                                   | 25 de juny de 2006     | 9 de gener de 2008         |
| L'Spandam ordena als seus homes que capturin els pirates del barret de palla, però la Robin li recorda que li va prometre que deixaria els pirates en pau a canvi que ella col·laborés amb els seus plans. Però segons l'Spandam el tracte era que ell permetria que els pirates del barret de palla abandonessin Water 7 sans i estalvis, i això ja ho han fet. Mentrestant, en Zoro, en Sanji, la Nami i en Chopper intenten trobar en Ruffy i s'adonen que en Sogeking no és amb ells. En Ruffy, per la seva banda, ha arribat a la teulada del tribunal, i allà hi troba en Blueno. |                 | |                        |                            |
| 270 | 7               | Torneu-nos la Nico Robin! En Ruffy contra en Blueno Robin o Kaese! Rufi vs. Burūno! (ロビンを返せ! ルフィvsブルーノ!)                                                                     | 2 de juliol de 2006    | 10 de gener de 2008        |
| En Sogeking, que s'havia quedat enrere i que no és amb el grup dels seus amics, troba el gegant Oimo, que plora desesperadament. En Sogeking li demana que li expliqui la seva història, i el gegant li diu que ell i el seu company havien sigut pirates, i que el govern mundial els ha promès que si vigilen la porta de l'illa cent anys, deixarà anar els seus capitans, que ara manté presoners. En Sogeking es treu la màscara i, com era d'esperar, és l'Usopp. Llavors li explica al gegant que ell ha vist els seus capitans, en Dorry i en Brogy, i que estan en llibertat. Mentrestant, en Ruffy continua la seva lluita amb en Blueno, una lluita que es manté d'allò més igualada. |                 | |                        |                            |
| 271 | 8               | No us atureu! Feu el senyal del contraatac Tachidomaru na! Hangeki no Noroshi o Agero! (立ち止まるな! 反撃の狼煙を上げろ!)                                                                | 9 de juliol de 2006    | 11 de gener de 2008        |
| Ara, els gegants lluiten al costat dels pirates del barret de palla, perquè han sabut per l'Usopp que el govern mundial els va enganyar. A la torre judicial, l'Spandam dona una fruita del diable a en Kaku i la Kalifa. Els dos se la mengen, encara que no saben exactament quins poders adquiriran. En Gomorra rep l'impacte d'una bola de ferro i queda momentàniament fora de combat, però amb les forces que li queden aconsegueix tornar-se a aixecar. |                 | |                        |                            |
| 272 | 9               | Ruffy a la vista! Reunió a la plaça del tribunal Rufi Mokuzen! Saibanshomae Hiroba e Shūketsu se yo (ルフィ目前! 裁判所前広場へ集結せよ)                                                  | 23 de juliol de 2006   | 14 de gener de 2008        |
| En Zoro i en Sanji aconsegueixen obrir la porta enorme del tribunal i obrir pas als seus companys. L'Spandam, que estava convençut que l'armada dominava els pirates, finalment s'adona de la veritable situació. Mentrestant, en Blueno, que continua lluitant amb en Ruffy, està molt sorprès de la força que ha guanyat el seu contrincant, d'ençà que van lluitar a Galley la Company. |                 | |                        |                            |
| 273 | 10              | Tot per protegir els amics! El Gear Second en acció Subete wa Nakama o Mamoru Tame ni! Gia Sekando Hatsudō (全ては仲間を守る為に! ギア2発動!)                                             | 30 de juliol de 2006   | 15 de gener de 2008        |
| En Zoro i els altres entren a l'edifici, on troben el cap suprem del tribunal, en Baskerville, que té tres caps. Amb l'ajuda dels membres de la família Franky aconsegueixen superar-lo, i anar cap a la teulada per ajudar en Ruffy. En Ruffy fa servir el Gear Second, i acaba vencent en Blueno, que no se'n sap avenir. Des de la teulada, en Ruffy crida a la Robin, que és a la torre judicial, que finalment ja ha arribat, i que la rescatarà. |                 | |                        |                            |
| 274 | 11              | Contesta, Nico Robin! El crit dels pirates del barret de palla! Kotaero Robin! Mugiwara Ichimi no Sakebi!! (答えろロビン! 麦わら一味の叫び!!)                                             | 6 d'agost de 2006      | 16 de gener de 2008        |
| A dintre de la torre judicial, en Franky aconsegueix portar la Robin fins al balcó, on finalment es troba cara a cara amb en Ruffy. La Nico li diu que no vol la seva ajuda, i que es vol morir. L'Spandam està encantat de veure la reacció de la seva presonera davant del pirata, i fa venir els agents del CP9 al balcó. Mentrestant, els altres pirates s'ho han manegat per arribar fins al lloc on és el seu capità. |                 | |                        |                            |
| 275 | 12              | El passat de la Nico Robin. La nena a qui van anomenar diable Kotaero Robin! Mugiwara Ichimi no Sakebi!! (答えろロビン! 麦わら一味の叫び!!)                                               | 13 d'agost de 2006     | 17 de gener de 2008        |
| Davant de la Nico Robin, l'Spandam fa veure que pitja un botó que convocarà un Buster Call contra els pirates del barret de palla. La noia llavors recorda que va ser aquell mateix horror el que va arrasar la seva terra natal, on, de fet, la Robin no havia sigut gens feliç. A la seva illa, els únics que li feien cas eren els doctors en arqueologia de l'arbre del coneixement, dirigits per en Clover. Però quan la Nico els va dir que volia estudiar unes pedres que es diuen ponegrifs, en Clover l'hi va impedir, perquè la llei ho prohibia. Llavors, un bon dia, la Nico va conèixer en Saulo, un gegant que havia anat a parar a l'illa i que li va ensenyar a riure fins i tot quan les coses es posen difícils. |                 | |                        |                            |
| 276 | 13              | La mare i la filla predestinades. La mare es diu Olívia Shukumei no Oyako! Sono Haha no Na wa Orubia! (宿命の母娘! その母の名はオルビア!)                                                 | 10 de setembre de 2006 | 18 de gener de 2008        |
| En Saulo avisa la Nico que l'armada s'acosta a l'illa amb la intenció de matar els doctors en arqueologia. Al cap de poc, els agents del govern, dirigits per un home anomenat Spandine, rodegen la Nico i els doctors en arqueologia. Llavors, en Clover demana parlar amb els Gorosei, els líders mundials, per explicar-los el que els arqueòlegs han descobert sobre el famós segle en blanc. Els agents accepten que es produeixi la conversa, i en Clover li diu a la Nico que fugi perquè el fet de sentir el que ha de dir es considera un delicte terrible. |                 | |                        |                            |
| 277 | 14              | La tragèdia d'O'hara. El terror del Buster call Ohara no Higeki! Basutā Kōru no Kyōfu (オハラの悲劇! バスターコールの恐怖)                                                                | 24 de setembre de 2006 | 21 de gener de 2008        |
| En Clover explica als Gorosei que durant el segle en blanc, un enemic desconegut va esborrar del mapa una nació molt poderosa. El govern mundial va fer desaparèixer tota la informació sobre aquest període i va prohibir que es desxifressin els ponegrifs que, segons en Clover, contenen missatges de la gent de la nació desapareguda. Però just quan en Clover està a punt de dir el nom d'aquesta nació, l'Spandine el mata. |                 | |                        |                            |
| 278 | 15              | Digues que vols viure! Som companys! Ikitai to Ie! Oretachi wa Nakama da!! (生きたいと言え! オレ達は仲間だ!!)                                                                             | 24 de setembre de 2006 | 22 de gener de 2008        |
| El vicealmirall Kuzan, un oficial de l'armada que després arriba a ser l'almirall Aokii, mata en Saulo congelant-lo amb els seus poders. Però com que en Saulo i ell havien sigut molt amics en el passat, igualment ajuda la Nico Robin a escapar-se. Deixa la noia en una illa i l'avisa que si crea problemes, ell mateix anirà a buscar-la. |                 | |                        |                            |
| 279 | 16              | Salteu a la cascada! Els sentiments d'en Ruffy! Taki ni Mukatte Tobe! Rufi no Omoi!! (滝に向かって飛べ! ルフィの想い!!)                                                                   | 1 d'octubre de 2006    | 23 de gener de 2008        |
| Els pirates del barret de palla estan del tot decidits a rescatar la Robin. Llavors, el pont que han de travessar comença a baixar però, de sobte, s'atura a mig camí. En aquell moment, la Nami rep una trucada de la Kokoro que els diu que saltin a la cascada. Per protegir la seva amiga, en Ruffy salta, i estira els braços per agafar els altres pirates del barret de palla. |                 | |                        |                            |
| 280 | 17              | Maneres de ser. Les tècniques d'en Zoro i el somni de l'Usopp! Otoko no Ikisama! Zoro no Waza Usoppu no Yume (男の生き様! ゾロの業·ウソップの夢)                                          | 8 d'octubre de 2006    | 24 de gener de 2008        |
| Els pirates del barret de palla salten a la cascada, cap al lloc on se suposa que ha d'arribar la Kokoro amb el tren d'aigua. Mentre baixen cascada avall, en Zoro i l'Usopp recorden de quina manera van conèixer en Ruffy. L'Usopp estava decidit a fer el que fos per protegir el seu poble, i en Zoro es va unir als pirates del barret de palla per fer realitat el seu somni: ser el millor espadatxí del món. |                 | |                        |                            |
| 281 | 18              | Les llàgrimes que estrenyen els lligams entre companys. El mapa del món de la Nami Namida ga Tsumui da Nakama no Kizuna! Nami no Sekai Chizu (涙が紡いだ仲間の絆! ナミの世界地図)         | 15 d'octubre de 2006   | 25 de gener de 2008        |
| La Nami recorda els temps en què en Ruffy va lluitar contra l'Arlong, per salvar-la i promet que, de la mateixa manera, ella també lluitarà fins al final per salvar la Nico Robin. Quan la Nami era petita, l'Arlong va trencar la promesa que li havia fet: que, a canvi de cent milions de bellys, alliberaria el poble de Coco perquè no hagués de pagar més tributs. |                 | |                        |                            |
| 282 | 19              | Comiats que purifiquen! En Sanji i en Chopper Wakare ga otoko o migaku! Sanji to Choppā (別れが男を磨く！サンジとチョッパー)                                                              | 22 d'octubre de 2006   | 28 de gener de 2008        |
| En Sanji recorda els temps en què en Ruffy va lluitar contra en Krieg, i també recorda la separació d'en Zeff. El somni d'en Sanji era trobar l'All Blue i per això es va unir als pirates del barret de palla. Per la seva banda, en Chopper recorda el doctor Hiruluk, que li va assegurar que ell podria arribar a ser un metge excel·lent. |                 | |                        |                            |
| 283 | 20              | Tot pels amics! La Nico Robin en la foscor Subete wa nakama no tame ni! Yami no naka no Robin! (全ては仲間の為に！闇の中のロビン！)                                                       | 29 d'octubre de 2006   | 29 de gener de 2008        |
| La Robin recorda el seu passat, tot el que va passar a l'illa d'Ohara i la manera com va tornar a trobar els agents del CP9 a Water 7. L'Iceburg i la Nico Robin tenen els mitjans per reactivar una arma que podria destruir el món i que el govern mundial vol costi el que costi. Però l'objectiu de la Nico, en realitat, ha estat salvar els seus amics pirates d'un Buster Call, un atac temible del govern mundial. |                 | |                        |                            |
| 284 | 21              | No us donaré els plànols! La decisió d'en Franky Sekkeizu wa watasanai! Furanki no ketsudan (設計図は渡さない！フランキーの決断)                                                          | 5 de novembre de 2006  | 30 de gener de 2008        |
| Després de convèncer la Robin que vol viure, els pirates del barret de palla estan disposats a jugar-s'ho tot contra el govern mundial i el CP9. En Franky fa saber al CP9 que té els plànols de l'arma que vol el govern mundial, i els crema davant de l'Spandam que, furiós, empeny en Franky pel balcó i cap a la cascada. Però la caiguda resulta providencial, perquè allà mateix troba l'ajuda inesperada de la Kokoro. |                 | |                        |                            |
| 285 | 22              | Agafeu les cinc claus! Els pirates del barret de palla contra els CP9 Itsutsu no kagi wo ubae! Mugiwara ichimi tai CP9 (５つの鍵を奪え！麦わら一味対ＣＰ９)                               | 12 de novembre de 2006 | 31 de gener de 2008        |
| En Rocketman, on van en Ruffy i tota la colla, xoca contra la torre judicial. Quan l'Spandam se n'adona, autoritza els CP9 que matin els pirates, i ell fuig cap a la porta de la justícia i s'emporta la Robin. Mentrestant, els pirates reben la informació que la Robin porta unes manilles que només s'obren amb cinc claus, que tenen justament els cinc membres del CP9 que han quedat a la Torre Judicial. Per sort, la Chimney i en Gombe troben per casualitat el passadís secret per on l'Spandam s'emporta la Robin cap a la Porta de la Justícia. |                 | |                        |                            |
| 286 | 23              | Les habilitats de les fruites del diable. Les transformacions d'en Kaku i en Jyabura Akuma no mi no Chikara! Kaku to Jabura daihenshin (悪魔の実の力！カクとジャブラ大変身)               | 19 de novembre de 2006 | 1 de febrer de 2008        |
| En Kaku es transforma en girafa gràcies al poder de les fruites del diable. En Sogeking intenta prendre-li la clau a en Jyabura, però en Jyabura es desperta i, amb el poder de la fruita del diable, es transforma en un llop. |                 | |                        |                            |
| 287 | 24              | No et picaré amb el peu ni que em matis! La cavallerositat d'en Sanji! Shin demo keran! Sanji otoko no kishidō! (死んでも蹴らん！サンジ男の騎士道！)                                      | 26 de novembre de 2006 | 4 de febrer de 2008        |
| En Ruffy ha agafat una barca per anar fins a la porta de la justícia però, per desgràcia, la barca se li enfonsa. Mentrestant, en Sanji, mig adomrnit, pren te amb la Kalifa a la seva habitació, però quan es desperta exigeix a la Kalifa que li doni la clau. |                 | |                        |                            |
| 288 | 25              | L'error de càlcul d'en Fukurou. La meva cola és l'aigua de la vida Fukurou no gosan! Ore no cora wa inochi no mizu (フクロウの誤算！俺のコーラは命の水?)                                  | 3 de desembre de 2006  | 5 de febrer de 2008        |
| La Nami es proposa lluitar contra la Kalifa mentre en Franky intenta demanar ajuda a en Chopper. Finalment en Franky aconsegueix recarregar forces per enfrontar-se bé amb en Fukurou i aconsegueix llançar-lo fora de la Torre. |                 | |                        |                            |
| 289 | 26              | La tècnica nova d'en Zoro. El sabre es diu Sogeking? Zoro shin waza sakuretsu! Katana no na wa Sogekingu? (ゾロ新技炸裂！刀の名はそげキング？)                                            | 10 de desembre de 2006 | 6 de febrer de 2008        |
| En Franky utilitza els seus poders per derrotar en Fukurou. Mentrestant l'Usopp planeja escapar fent que en Jabura i en Kaku lluitin entre ells, però en Zoro els explica el pla, i acaba usant a l'Usopp com a espasa per poder lluitar. |                 | |                        |                            |
| 290 | 27              | Incontrolable! La ultrapíndola prohibida d'en Chopper Seigyofunou! Choppā kindan no ranburu (制御不能！チョッパー禁断のランブル)                                                          | 17 de desembre de 2006 | 7 de febrer de 2008        |
| En Chopper es pren la tercera Rumble Ball i es transforma en Monster Point, aconseguint així derrotar a en Kumadori però perd la consciència i ataca a tot el que l'envolta. |                 | |                        |                            |
| 291 | 28              | Torna el capità Ruffy! Somni o realitat, el problema de la loteria Rufi-Oyabun futatabi! Yume ka utsutsu ka tomikuji sōdō (ルフィ親分再び！夢か現（うつつ）か富くじ騒動)                  | 24 de desembre de 2006 | 15 de juny de 2009         |
| Aquest episodi, no es basa en la història d'Enies Lobby. Els Pirates d'en Buggy, intenten vendre a la Rika per compensar els deutes que té en Pandaman, que creu que és el seu pare de la nena, ja que ella el cuida perquè està malalt. Quan en Ruffy se n'assabenta, va directament a buscar en Buggy per passar comptes amb ell. |                 | |                        |                            |
| 292 | 29              | La gran cursa pel Mochimaki al castell! La conspiració del nas vermell Oshiro de mochimachi dai rēsu! Akai hana no inbō (お城で餅まき大レース！赤い鼻の陰謀)                              | 7 de gener de 2007     | 16 de juny de 2009         |
| Aquest episodi, no es basa en la història d'Enies Lobby. En aquest episodi, la Nami i en Sanji han d'anar al castell a donar la comanda de boles d'arròs per un festival que fan cada any, i, per descomptat, els Pirates d'en Buggy faran de les seves. |                 | |                        |                            |
| 293 | 30              | Les bombolles de la Kalifa! La Nami s'acosta a la trampa de sabó Awatsukai Karifa! Nami ni semaru sekken no wana (泡使いカリファ！ナミに迫る石鹸の罠)                                     | 14 de gener de 2007    | 17 de juny de 2009         |
| En Chopper anava a perdre contra en Kumadori, i desesperat va engolir l'última pildora i es va convertir en un monstre, amb la nova forma, perdent el coneixement, derrotà fàcilment a en Kumadori. Mentrestant, la Nami, té problemes per guanyar a la Califa a causa de la seva Fruita del Diable. Amb l'ajuda de la Chimney, en Ruffy arriba a en Rob Lucci, l'Spandam i la Nico Robin. |                 | |                        |                            |
| 294 | 31              | Males notícies clamoroses! Es convoca el Buster call Hibiki wataru kyōhō! Hatsudou basutā kōru! (響き渡る凶報！発動バスターコール！)                                                      | 21 de gener de 2007    | 18 de juny de 2009         |
| L'Spandam, s'equivoca de cargol ràdio i, accidentalment, convoca el Buster Call. Els soldats de la Marina lliguen a la Família Franky i a la Galley La Company perquè no es puguin escapar. Mentrestant, la lluita entre en Ruffy i en Rob Lucci ha començat. |                 | |                        |                            |
| 295 | 32              | Cinc Namis? El contraatac amb miratge! Gonin no Nami? Hangeki wa shinkirō to tomo ni! (５人のナミ？反撃は蜃気楼とともに！)                                                                | 28 de gener de 2007    | 19 de juny de 2009         |
| La Nami es troba en desavantatge, però amb la distracció creada inconcientment per en Chopper "monstre", la Nami troba el punt feble de l'habilitat de la Califa. Després de tornar en normalitat, la Nami crea un miratge de cinc Namis. |                 | |                        |                            |
| 296 | 33              | La decisió de la Nami. Atac contra el chopper descontrolat Nami no ketsudan! Bōsō Choppā o ute! (ナミの決断！暴走チョッパーを撃て！)                                                      | 4 de febrer de 2007    | 22 de juny de 2009         |
| La Nami acaba per fi la lluita contra la Califa. Amb un atac de vent, en Franky dispara a en Chopper al mar. Mentrestant, en Zoro i en Sogeking són alliberats. |                 | |                        |                            |
| 297 | 34              | Apareix el caçador Sanji? Elegia pel llop mentider Kariudo Sanji tōyō? Usotsuki ōkami ni okuru banka (狩人サンジ登場？嘘つき狼に贈る挽歌)                                                 | 11 de febrer de 2007   | 23 de juny de 2009         |
| En Sogeking és colpejat per en Jabura, que l'està a punt de matar, però per sort en Sanji arriba a l'últim moment. Mentre que en Zoro i en Kaku continuen la seva lluita, en Franky intenta arribar a la Nico Robin. |                 | |                        |                            |
| 298 | 35              | Cop de peu abrasador! La nova tècnica de peus d'en Sanji Shakunetsu no keri! Sanji ashiwaza no furu kōsu (灼熱の蹴り！サンジ足技のフルコース)                                             | 25 de febrer de 2007   | 24 de juny de 2009         |
| Al principi, qui té l'avantatge és en Jabura, però amb la seva nova tècnica de peus, en Sanji aconsegueix derrotar-lo. |                 | |                        |                            |
| 299 | 36              | L'atac ferotge de l'espasa embeinada! En Zoro contra en Kaku, la lluita final Hakujin no mōshū! Zoro tai Kaku kyouryoku zangeki taiketsu (白刃の猛襲！ゾロ対カク強力斬撃対決)             | 4 de març de 2007      | 25 de juny de 2009         |
| En Sanji, acaba la lluita amb en Jabura. En Zoro, amb un atac molt fort, també acaba la seva lluita contra en Kaku. En Franky arriba al lloc on en Ruffy lluita contra en Lucci. |                 | |                        |                            |
| 300 | 37              | En Zoro, el Déu ferotge! L'encarnació de l'Asura a través de la seva ànima Kishin Zoro! Kihaku ga miseta Asura no keshin (鬼神ゾロ！気迫が見せた阿修羅の化身)                             | 11 de març de 2007     | 26 de juny de 2009         |
| En Ruffy activa el Gear Second mentre lluita amb en Rob Lucci, el qual activa la seva fruita del diable, convertint-se en lleopard. |                 | |                        |                            |
| 301 | 38              | El xoc de l'Spandam! L'heroi a la torre judicial Supandamu kyougaku! Shihou no tō ni tatsu eiyū (スパンダム驚愕！司法の塔に立つ英雄)                                                      | 18 de març de 2007     | 29 de juny de 2009         |
| La Nico Robin descobreix que l'Spandam és el fill de l'Spandine, l'home que invocà el Buster Call d'Ohara. En Sogeking dispara una bala a l'Spandam i salva a la Robin, mentre que en Franky va provant quina és la clau corresponent. Ara, lliure, pot utilitzar la seva fruita del diable de nou, i la Robin finalment llança la seva ira contra l'Spandam. No obstant això, el Buster Call acaba de començar. |                 | |                        |                            |
| 302 | 39              | La Nico Robin ja és lliure! En Ruffy contra el Lucci, el punt àlgid de la batalla decisiva Robin kaihō! Rufi tai Rucchi chōjō kekken (ロビン解放！ルフィ対ルッチ頂上決戦)                 | 25 de març de 2007     | 30 de juny de 2009         |
| La Nico Robin i en Franky derroten alguns infants de la Marina, mentre que la lluita entre en Ruffy i en Rob Lucci continua. |                 | |                        |                            |
| 303 | 40              | El culpable és el capità Ruffy? La persecució del gran cirerer perdut Hannin wa Rufi Oyabun? Kieta Ōzakura o Oe (犯人はルフィ親分? 消えた大桜を追え)                                      | 1 d'abril de 2007      | 1 de juliol de 2009        |
| Al Gran Jipangu es prepara la festa de les flors, la gran festa anual al voltant d'un gran cirerer mil·lenari. Tot serien, efectivament, flors i violes si no fos per un petit detall: el mateix dia de la festa, el gran cirerer mil·lenari desapareix! Podria haver estat cosa del mateix capità Ruffy, a qui el dia abans del festival van veure a prop de l'arbre en actitud més que sospitosa? |                 | |                        |                            |
| 304 | 41              | Si no puc guanyar, no puc salvar ningú. Gear Third! Katenakya Dare mo Mamorenai! Gia Sado Shidō (勝てなきゃ誰も守れない! ギア3始動)                                                       | 8 d'abril de 2007      | 2 de juliol de 2009        |
| Si no puc guanyar, no puc salvar ningú. Gear Third! Ha començat el Buster Call contra Enies Lobby. La Nico Robin, que recorda el que li va passar a l'illa d'Ohara, està espantadíssima. L'Spandam ja es frega les mans, convençut que capturarà la Nico Robin. Per ell, les canonades del Buster Call són com les salves de celebració del seu gran èxit... |                 | |                        |                            |
| 305 | 42              | Un passat esgarrifós! La justícia fosca i en Rob Lucci Senritsu no Kako! Yami no Seigi to Robu Rutchi (戦慄の過去! 闇の正義とロブ·ルッチ)                                                 | 15 d'abril de 2007     | 3 de juliol de 2009        |
| En aquest episodi coneixerem l'esgarrifosa història de Rob Lucci, l'agent del CP9. Quan encara era molt jove, en Rob Lucci va matar 500 soldats del seu bàndol perquè, segons ell, havien estat massa febles deixant-se agafar com a ostatges. En Rob Lucci va entrar al Cipher Pol amb només 13 anys. És la màquina de matar més cruel i poderosa que ha existit mai, i ara dirigeix tot el seu talent mortífer contra els pirates del barret de palla... |                 | |                        |                            |
| 306 | 43              | Apareix un fantasma sirena? A punt de perdre la consciència Maboroshi no Ningyo Awareru? Usure Yuku Ishiki no Naka de (幻の人魚現る? 薄れゆく意識のなかで)                                | 22 d'abril de 2007     | 6 de juliol de 2009        |
| En Ruffy té un petit problema: el Gear Third li dona una força descomunal perquè el fa gegant per un minut, però comporta un efecte secundari: després queda durant una estona d'una mida absolutament diminuta. Mentre s'espera per recuperar la mida normal, s'ha d'amagar perquè en Lucci està disposat a aprofitar qualsevol avinentesa per desfer-se del seu rival. |                 | |                        |                            |
| 307 | 44              | L'illa s'enfonsa sota les canonades! El crit de lament d'en Franky Hōka ni Shizumu Shima! Furankī Munen no Sakebi (砲火に沈む島! フランキー無念の叫び)                                    | 29 d'abril de 2007     | 7 de juliol de 2009        |
| La Kokoro ajuda la Nami, en Sanji i en Zoro a pujar al vaixell que en Franky i la Robin han preparat per poder fugir. Però encara han d'esperar en Ruffy, que continua combatent amb en Lucci. En Ruffy entra en el Gear Second, i està decidit a no sortir-ne fins que guanyi l'enfrontament amb en Lucci... |                 | |                        |                            |
| 308 | 45              | Espereu en Ruffy! Combat mortal al Pont del Dubte Rufi o Mate! Tamerai no Hashi no Shitō! (ルフィを待て! ためらいの橋の死闘!)                                                             | 6 de maig de 2007      | 8 de juliol de 2009        |
| Els vaixells de guerra envolten el Pont de Dubte, i els pirates del barret de palla s'han d'enfrontar a un nombre enorme de soldats. Mentrestant, la batalla entre en Ruffy i en Lucci continua encara amb més intensitat. Quan en Lucci fa servir per segona vegada la tècnica secreta rokushiki, en Ruffy queda estès a terra. En Sogeking, que ho ha vist tot, s'enfonsa en la desesperació. |                 | |                        |                            |
| 309 | 46              | Els sentiments als punys. La ràfega de màxima potència d'en Ruffy Kobushi ni Kometa Omoi! Rufi Konshin no Gātoringu (拳に込めた想い! ルフィ渾身の銃乱打)                                  | 13 de maig de 2007     | 9 de juliol de 2009        |
| En Ruffy aconsegueix recuperar-se i promet que no tornarà a caure fins que hagi vençut definitivament en Lucci. En Lucci el torna a atacar amb la tècnica secreta rokushiki, però en Ruffy resisteix l'escomesa, pensant en els seus amics. El contraatac final d'en Ruffy és amb la pistola jet de goma, que aquest cop sí, aconsegueix derrotar definitivament en Lucci, el millor agent del CP9. Mentrestant, els altres pirates del barret de palla, excepte en Chopper i en Sanji, també aconsegueixen superar els soldats de l'armada. |                 | |                        |                            |
| 310 | 47              | Arriba un amic per mar! El lligam més fort de la tripulació del barret de palla Tomo, Umi Yori Kuru! Mugiwara Ichimi Saikyō no Kizuna (友, 海より来る! 麦わら一味最強の絆)                | 20 de maig de 2007     | 10 de juliol de 2009       |
| En Ruffy està extenuat després de la seva batalla contra en Rob Lucci i es queda a dins d'un dels pilars del pont. Els vaixells de guerra comencen a bombardejar el Pont del Dubte i també destrueixen la nau amb què els pirates del barret de palla tenien pensat escapar-se. Tota esperança sembla perduda. Però, llavors, els nostres amics senten una veu molt coneguda. És la de Going Merry, que els ha vingut a buscar! Els pirates aconsegueixen saltar-hi des dels pilars del pont i inicien el camí cap a la seva gran escapada... |                 | |                        |                            |
| 311 | 48              | La gran escapada! El camí dels vencedors és dels pirates Zen'in Dai Dasshutsu! Shōsha no Michi wa Kaizoku no Tame ni (全員大脱出! 勝者の道は海賊のために)                                 | 27 de maig de 2007     | 13 de juliol de 2009       |
| Amb l'arribada del Going Merry i l'ajuda d'en Franky, en Ruffy i companyia intentaran fugir de la flota de vaixells de guerra. En Sanji havia tingut la precaució de tancar la Porta de la Justícia i això podria evitar que els seguissin. La Nico Robin tindrà l'oportunitat de fer servir el seu poder per destruir el malvat Spandam. |                 | |                        |                            |
| 312 | 49              | Gràcies, Merry! Neva al mar de l'adéu Arigatō Merī! Yuki ni Kemuru Wakare no Umi (ありがとうメリー! 雪に煙る別れの海)                                                                     | 3 de juny de 2007      | 14 de juliol de 2009       |
| Després de trobar-se amb un vaixell de la Galley La Company i amb l'Iceburg, en Ruffy i la seva tripulació de pirates ja naveguen en direcció cap a Water 7. Però el Going Merry està molt tocat i podria tenir les hores comptades. Els Pirates del Barret de Palla, abans d'acomiadar-se'n, recordaran totes les gestes que han aconseguit amb el seu estimat vaixell. |                 | |                        |                            |
| 313 | 50              | S'acaba la pau. El vicealmirall de l'armada amb punys d'amor Yaburareta Ansoku! Ai no Kobushi o Motsu Kaigun Chūjō (破られた安息! 愛の拳を持つ海軍中将)                                   | 10 de juny de 2007     | 15 de juliol de 2009       |
| Els Pirates del Barret de Palla es recuperen a Water 7, molt castigada pel tsunami Aqua Laguna. L'Oimo i en Kaashee també hi són i han decidit quedar-s'hi a ajudar en la reconstrucció abans de tornar a Elbaf. En Franky explicarà a en Ruffy i companyia que té intenció de construir un vaixell d'un arbre llegendari. Per cert, pot ser que un vicealmirall de l'armada sigui avi d'en Ruffy?! |                 | |                        |                            |
| 314 | 51              | La família més forta? Es descobreix el pare d'en Ruffy Saikyō no Kakei? Akasareta Rufi no Chichi! (最強の家系? 明かされたルフィの父!)                                                     | 17 de juny de 2007     | 16 de juliol de 2009       |
| En Ruffy, després de retrobar-se amb el seu avi, el vicealmirall de l'Armada Monkey D. Garp, està a punt de conèixer l'autèntica història del seu pare, tot un heroi pirata, un revolucionari amb intencions d'enderrocar el Govern Mundial. Se'l va trobar fa molt de temps a Loguetown, però aleshores no sabia que era el seu pare. |                 | |                        |                            |
| 315 | 52              | Se'n diu nou món! La localització de la gran ruta Sono Na wa Shin Sekai! Gurando Rain no Yukue (その名は新世界! 偉大なる航路の行方)                                                       | 24 de juny de 2007     | 17 de juliol de 2009       |
| El vicealmirall de l'Armada Monkey D. Garp decideix no capturar en Ruffy i els seus homes, però deixa que en Koby i en Helmepoo parlin de les seves coses amb ell. En Koby promet a en Ruffy que algun dia arribarà a ser almirall i que es tornaran a veure al Nou Món. Mentre tothom celebra la victòria, la Nico Robin s'enfrontarà amb l'Aokiji. |                 | |                        |                            |
| 316 | 53              | Els moviments d'en Shanks. Introducció a l'era salvatge Shankusu Ugoku! Bōsōsuru Jidai e no Kusabi (シャンクス動く! 暴走する時代への楔)                                                   | 1 de juliol de 2007    | 20 de juliol de 2009       |
| Tot i l'intent per part del Govern Mundial d'evitar una trobada entre en Shanks i en Barba Blanca, en Shanks aconseguirà parlar-hi per demanar-li que pari els peus a l'Ace, el capità de la seva segona divisió. Mentrestant, a Water 7, la Galley La Company col·laborarà amb en Franky en la construcció del nou vaixell dels Pirates del Barret de Palla. |                 | |                        |                            |
| 317 | 54              | La nena que busca un Yagara. Gran investigació a la ciutat de l'aigua Yagara o Sagasu Shōjo! Mizu no Miyako Daisōsasen! (ヤガラを探す少女! 水の都大捜査線!)                               | 8 de juliol de 2007    | 21 de juliol de 2009       |
| Tot passejant per Water 7, en Ruffy i en Chopper coneixeran l'Abi, una noia que busca l'Aleta Blava, el seu yagara, que va desaparèixer el dia de l'Aqua Laguna. Aviat aprendran la llegenda del Regne Etern, el lloc on els yagares esperen la mort. També sabran que quan els humans veuen el Regne Etern, moren juntament amb els yagares. |                 | |                        |                            |
| 318 | 55              | La mare és forta! La comèdia de pallassades d'en Zoro fent de cangur Haha wa Tsuyoshi! Zoro no Dotabata Kaji Tetsudai (母は強し! ゾロのドタバタ家事手伝い)                                | 15 de juliol de 2007   | 22 de juliol de 2009       |
| Mentre buscava una catana nova, en Zoro ha ensopegat amb dos nois que ja havia conegut a Water 7, en Hoichael i en Michael, que li han demanat que fos el seu mestre. Després d'una primera negativa, en Zoro acabarà a casa dels dos germans per descobrir una família i una mare que no el deixaran indiferent. |                 | |                        |                            |
| 319 | 56              | En Sanji queda parat. El vell misteriós i el seu menjar superbò Sanji Shōgeki! Nazo no Jii-san to Hageuma Ryōri (サンジ衝撃! 謎の爺さんと激ウマ料理)                                      | 22 de juliol de 2007   | 23 de juliol de 2009       |
| Després d'acabar de fer tot de compres, la Chimney porta en Sanji i en Chombe a dinar al restaurant d'un vell anomenat Banban Jee. Quan tasti el seu arròs fregit, en Sanji es quedarà tan impressionat que no pararà fins a saber l'ingredient secret d'aquest cuiner tan misteriós. Pot ser que hi tingui alguna cosa a veure l'Aqua Laguna? |                 | |                        |                            |
| 320 | 57              | Per fi ofereixen un preu per a tots! La tripulació de més de 600 milions de bellies Tsui ni Zen'in Shōkinkubi! Rokuoku Koe no Ichimi! (ついに全員賞金首! 6億超えの一味!)                  | 19 d'agost de 2007     | 24 de juliol de 2009       |
| En Franky, l'Iceburg i els homes de la Galley La Company treballen nit i dia per enllestir el vaixell de somni dels Pirates del Barret de Palla. Mentre l'Usopp se les empesca per tornar a formar part de la tripulació, la família Franky els informa que l'Armada ha posat un preu increïble al cap de tots els Pirates del Barret de Palla, i fins i tot al d'en Franky. |                 | |                        |                            |
| 321 | 58              | El rei de les bèsties que solcarà l'oceà! La magnífica construcció d'un vaixell de somni Umi o Nozomu Hyakujū no Ō! Yume no Fune Dōdō Kansei! (海を臨む百獣の王! 夢の船堂々完成!)         | 26 d'agost de 2007     | 27 de juliol de 2009       |
| Els Pirates del Barret de Palla han anat amb l'Iceburg a veure el vaixell nou, el Rei de les Bèsties. En Franky, d'entrada, evita en Ruffy perquè creu que s'ha de quedar a l'illa per protegir els seus homes, però hi ha molts interessos perquè se'n vagi amb els pirates, que necessiten algú que hi entengui molt, de vaixells. |                 | |                        |                            |
| 322 | 59              | Adeu, estimada família! En Franky se'n va Saraba Itoshiki Kobun-tachi! Furankī Tatsu (さらば愛しき子分達! フランキー発つ)                                                                 | 2 de setembre de 2007  | 28 de juliol de 2009       |
| Després de rebutjar l'oferta d'en Ruffy d'unir-se a la tripulació dels Pirates del Barret de Palla, la Nico Robin s'ofereix voluntària per intentar "convèncer" en Franky. L'Iceburg, a més, li recorda que, si no és al vaixell per ajudar els pirates a aconseguir el seu objectiu, el seu somni no es farà realitat. D'altra banda, en Garp arriba a la ciutat per detenir els pirates. |                 | |                        |                            |
| 323 | 60              | Marxem de Water 7. El viril acabament del duel de l'Usopp Shukkō Mizu no Miyako! Otoko Usoppu Kettō no Kejime (出港水の都! 男ウソップ決闘のケジメ)                                        | 9 de setembre de 2007  | 29 de juliol de 2009       |
| Amb en Franky a bord i atacats pel vicealmirall Garp, els Pirates del Barret de Palla es disposen a abandonar Water 7 enmig de les canonades de l'Armada. D'altra banda, després del duel entre l'Usopp i en Ruffy, en Zoro intenta convèncer el capità dels pirates que ha de mantenir la seva dignitat i abandonar l'Usopp, que ara ha deixat clar que vol tornar amb la tripulació. |                 | |                        |                            |
| 324 | 61              | Els cartells de cerca i captura circulen! Els de casa estan contents i el vaixell navega endavant Meguru Tehaisho! Kokyō wa Odoru Fune wa Susumu! (めぐる手配書! 故郷は踊る 船は進む!)    | 16 de setembre de 2007 | 30 de juliol de 2009       |
| Amb en Franky a bord i atacats pel vicealmirall Garp, els Pirates del Barret de Palla es disposen a abandonar Water 7 enmig de les canonades de l'Armada. D'altra banda, després del duel entre l'Usopp i en Ruffy, en Zoro intenta convèncer el capità dels pirates que ha de mantenir la seva dignitat i abandonar l'Usopp, que ara ha deixat clar que vol tornar amb la tripulació. |                 | |                        |                            |
| 325 | 62              | La pitjor habilitat del diable. La foscor d'en Barbanegra ataca l'Ace Saikyō no Nōryoku! Ēsu o Osou Kurohige no Yami (最凶の能力! エースを襲う黒ひげの闇)                                 | 23 de setembre de 2007 | 31 de juliol de 2009       |
| Tres dies abans que en Ruffy abandonés Water 7, l'Ace per fi va trobar en Barbanegra a l'illa de Banaro i es va saber un dels secrets més obscurs d'en Teach: el control de la fruita Logia Fosca Fosca, la més poderosa de les Fruites del Diable. L'enfrontament entre ells dos és imminent, i el resultat... tot un misteri! |                 | |                        |                            |
| 326 | 63              | La misteriosa festa de pirates! El Sunny i la trampa perillosa Nazo no kaizoku go ichigyō! Sanī-gō to kikken na wana (謎の海賊ご一行！サニー呉と危険な罠)                                 | 14 d'octubre de 2007   | 3 d'agost de 2009          |
| Després de sortir de Water 7, els Pirates del Barret de Palla troben un vaixell solitari, molt malmès, sense vela ni bandera. Ells decideixen acostar-s'hi per comprovar si tot va bé. Després de donar-los aliments i tractaments mèdics, els Barret de Palla s'assabenten que són impostors. |                 | |                        |                            |
| 327 | 64              | El Sunny té problemes! Que rugeixi el mecanisme secret de superpropulsió! Sanī-gō pinchi! Unare chōsoku no himitsu meka (サニー号ピンチ!唸れ超速の秘密メカ)                               | 21 d'octubre de 2007   | 3 d'agost de 2009          |
| Els Pirates del Barret de Palla es troben envoltats per una flota de vaixells de l'Armada, però que en realitat són il·lusions. S'escapen amb el soldat Dock del sistema, amb el vaixell pirata fet bocins al remolc. En Chopper li diu a en Jiro sobre què li va passar als pirates del Fènix que s'anés en orris. La família Accino es compromet a "caçar" als Barret de Palla per ja que tenen 600 milions de Belly com a regal per al seu pare. |                 | |                        |                            |
| 328 | 65              | El somni que s'enfonsa al Nou Món! El pirata Puzzle perd l'esperança Shinsekai ni shizumu yume! Shitsui no kaizoku Pazūru (新世界に沈む夢!失意の海賊パズール)                             | 28 d'octubre de 2007   | 4 d'agost de 2009          |
| Atrapat pels icebergs en moviment, els Pirates del Barret de Palla tracten de trobar una sortida per evitar nombrosos perills. El Fènix Puzzle es desperta, després d'en Chopper, només per revelar algunes dures realitats de la tripulació a l'espera. El Thousand Sunny és atrapat pel gel per tres dels assassins. No obstant això, s'escapen amb el cop de l'explosió. En Zoro, com de costum, es perd després de la ruptura d'un iceberg de bloqueig al mig, i en un atac contra l'iceberg se separa deixant en Ruffy i en Chopper. La bandera pirata dels Barret de Palla és robada per un ocell. |                 | |                        |                            |
| 329 | 66              | Els assassins ataquen! Comença la gran batalla sobre gel! Osoi kuru shikaku-tachi! Kōri ue dai batoru kaishi (襲い来る刺客たち!氷上大バトル開始)                                          | 4 de novembre de 2007  | 4 d'agost de 2009          |
| La Nami i en Franky se submergeixen amb un submarí fet per en Franky. Posteriorment, es veuen amenaçats per en Hockera. L'Usopp i en Sanji marxen del Thousand Sunny i es troben en Salco i l'Albelle. En Ruffy i en Chopper, juntament amb la resta dels Pirates del Fènix, són atacats per en Blindo, i la Lil, apareix davant la Nico Robin al Sunny. Per acabar, en Zoro ensopega amb la casa de la família Accino. La lluita entre els Accino i els Pirates del Barret de Palla just acaba de començar. |                 | |                        |                            |
| 330 | 67              | Les batalles dels pirates del barret de palla! L'esperit pirata que es diposita a la bandera Taikusen Mugiwara ichimi! Hata ni kakeru kaizokudamashī (大苦戦麦わら一味！旗にかける海賊魂) | 11 de novembre de 2007 | 5 d'agost de 2009          |
| Les lluites continuen. En Ruffy, distret per la pèrdua de la bandera, té problemes inicials amb en Blindo, però els pirates del Fènix l'ajuden a capturar-lo. L'Usopp té èxit marginal en contra de l'Albelle, però es veu obstaculitzada per l'enfurit Salco. En Franky, d'altra banda, aconsegueix vèncer en Hockera a costa de la seva cua restant, però acaba en un sot sense sortir, juntament amb la Nami. La Lil s'ho passa bé amb la Nico Robin i se l'emporta a casa seva, on en Zoro s'hi ha perdut a l'interior. |                 | |                        |                            |
| 331 | 68              | Un ritme ofegador. El poder magnètic dels bessons ataca Atsukushisa zenkai! Semaru futago no jiryoku pawā (暑苦しさ全開!迫る双子の磁力パワー)                                             | 18 de novembre de 2007 | 5 d'agost de 2009          |
| Com que en Sanji s'enamora de totes les dones, també s'enamora de l'Albelle, així que ell i l'Usopp són capturats per l'Albelle i en Salco. En Canpaccino arriba al vaixell dels pirates del Fènix a buscar al seu germà bessó. A causa del seu amor fraternal els dos són imants humans, i utilitzen el seu estil de lluita únic per separar a en Ruffy dels altres. Per altra banda, en Zoro es troba amb el Don roent. Després de beure's un parell de copes junts, arriba allà la bandera dels Pirates del Barret de Palla, i en Zoro no ho pot deixar passar. |                 | |                        |                            |
| 332 | 69              | La mansió del caos. El Don enfadat i la tripulació empresonada Daikōran no kan! Ikaru Don to toraware no ichimi (大混乱の館!怒るドンと囚われの一味)                                       | 4 de novembre de 2007  | 6 d'agost de 2009          |
| El Don revela el seu poder de la seva fruita del diable Atsu, el poder de fondre qualsevol substància. En Zoro no és rival contra la seva ira i acaba empresonat dins d'una caverna de gel juntament amb els altres Pirates del Barret de Palla capturats. S'escapen gràcies a alguna ajuda indirecta de la Nico Robin, que encara està amb la Lil. En Ruffy lluita amb en Blindo i en Canpaccino i acaben en un empat quan els dos bessons van a calmar el Don. En Puzzle finalment supera la seva depressió i decideix seguir a en Ruffy, en Chopper, i en Jiro a la casa del Don per recuperar les banderes pirates. |                 | |                        |                            |
| 333 | 70              | Torna el Fènix. El somni d'una bandera pirata jurat a un amic Fushichō futatabi! Tomo ni chikau kaizokuki no yume (不死鳥ふたたび!友に誓う海賊旗の夢)                                     | 2 de desembre de 2007  | 6 d'agost de 2009          |
| Els ex-capturats Barret de Palla finalment aconsegueixen sortir, no gràcies a en Zoro, on una vegada més troben a la família Accino. Les revenges arriben a ser a favor dels Barret de Palla, com en Hockera que és derrotat per en Franky i en Chopper, o l'Albelle i en Salco per la Nami i en Sanji, i després d'una llarga batalla, en Ruffy derrota a en Blindo de nou a casa seva. En Puzzle, mostrant el seu interès per la bandera, a continuació, s'enfronta a en Canpaccino. Però tot l'enrenou desperta el Don. Mentrestant, la Nico Robin és presa com a ostatge per la Lilo. |                 | |                        |                            |
| 334 | 71              | La batalla decisiva roent. En Ruffy contra el Don roent Atsu atsu chōkessen! Rufi VS shakuretsu no Don (アツアツ超決戦!ルフィvs灼熱のドン)                                                | 4 de novembre de 2007  | 7 d'agost de 2009          |
| La fruita del diable Atsu Atsu no Mi dona al Don tota mena de poders, de llançar ràfegues de calor, calefacció de la seva pell a temperatures extremes, fins i tot de ser capaç de volar bufant vapor al nas. En Ruffy té dificultats per lluitar contra ell pel fet que no li pot pegar directament sense cremar-se. Mentrestant, en Puzzle derrota a en Canpaccino, i la resta dels Pirates del Barret de Palla recerquen la casa del Don, i la Nico Robin i la Lil es concilien entre si. A l'exterior, la lluita s'escalfa quan s'activa el Gear Second d'en Ruffy, i envia al Don a través de la paret de la seva mansió amb la Pistola de Goma Jet. Quan xoca el Don fa volar totes les banderes. Els pirates del Fènix recuperen la seva bandera, però en Chopper s'adona que accidentalment ha agafat una bandera equivocada. El Don es recupera del cop i torna a la seva baralla contra en Ruffy. |                 | |                        |                            |
| 335 | 72              | Ens espera el Nou Món. Adéu al pirata valent Shinsekai de matsu! Isamashiki kaizoku to no wakare (新世界で待つ!勇ましき海賊との別れ)                                                      | 2 de desembre de 2007  | 7 d'agost de 2009          |
| Després d'una lluita esgotadora, en Ruffy finalment derrota en Don Accino amb el seu atac de bazuca de goma. Amb una mica d'ajuda de la Lil, les dues banderes robades finalment són recuperades, i la tripulació aconsegueix tornar al vaixell abans del retorn d'en Ruffy. En Puzzle promet que es tornaran a trobar de nou al Nou Món. |                 | |                        |                            |
| 336 | 73              | En Choopperman entra en acció! Protegiu la cadena de televisió de la platja Shutsudō Choppāman! Mamore nagisa no terebi kyoku (出動チョッパーマン！守れ渚のＴＶ局)                        | 4 de novembre de 2007  | 10 d'agost de 2009         |
| En Chopperman i la Namifia no tenen diners. El Doctor Usodabada prepara un pla per disminuir la fama d'en Chopperman i fa un nou equip per reemplaçar-los (però no són gens útils), en Sanjilops i en Zorogilla. El seu pla és quedar-se amb la cadena de televisió i guanyar tots els diners que guanya en Chopperman. Després d'una lluita entre en Chopperman i el Doctor Usodabada, el malvat Doctor és derrotat i en Chopperman torna a tenir la seva fama. |                 | |                        |                            |